# 范以淑
范以淑（1558年—1598年），字汝聞，號自曾，江西南昌府南昌縣人，民籍，明朝政治人物。

## 生平
萬曆七年（1579年）己卯科江西鄉試第七名舉人，十四年（1586年）中式丙戌科會試第二百四十四名，三甲第一百六十七名進士。刑部觀政，本年告病。十八年十二月授刑部主事，二十一年差江北録囚，二十二年升员外郎，升郎中，二十三年官至廬州府知府，二十六年卒。

## 家族
曾祖式宣；祖父范時魁；父范元鑰，母甘氏。慈侍下。弟范以汲、范以漸、范以浹、范以泳。